# باتريك تشيوريا
باتريك تشيوريا (بالإيطالية: Patrick Ciurria)‏ (9 فبراير 1995 بساسولو في إيطاليا - ) هو لاعب كرة قدم إيطالي في مركز مهاجم ‏.

## روابط خارجية
- باتريك تشيوريا على موقع قاعدة بيانات كرة القدم.إي يو (الإنجليزية)
- باتريك تشيوريا على موقع بيانات كرة القدم. دي إي (الألمانية)
- باتريك تشيوريا على موقع Soccerbase.com (لاعب) (الإنجليزية)
- باتريك تشيوريا على موقع Soccerway.com (الإنجليزية)
- باتريك تشيوريا على موقع عالم كرة القدم.نت (الإنجليزية)